# Methylococcaceae
Famille
Les Methylococcaceae forment une des deux familles de l'ordre Methylococcales. Ce sont des bactéries Gram négatives de la classe des Gammaproteobacteria.

## Taxonomie

### Étymologie
L'étymologie de cette famille Methylococcaceae est la suivante : N.L. masc. n. Methylococcus, genre type de la famille; L. fem. pl. n. suff. -aceae, suffixe pour définir une famille; N.L. fem. pl. n. Methylococcaceae, la famille des Methylococcus,.

## Liste des genres
Selon LPSN (9 novembre 2022), la famille Methylococcaceae comporte 23 taxons dont 18 genres publiés de manière valide :
- Methylicorpusculum Saidi-Mehrabad et al. 2020
- Methylobacter Bowman et al. 1993
- Methylocaldum Bodrossy et al. 1998
- Methylococcus Foster et Davis 1966
- Methylocucumis Pandit et Rahalkar 2019
- Methylogaea Geymonat et al. 2011
- Methyloglobulus Deutzmann et al. 2015
- Methylomagnum Khalifa et al. 2015
- Methylomarinum Hirayama et al. 2013
- Methylomicrobium Bowman et al. 1995
- Methylomonas (ex Leadbetter 1974) Whittenbury et Krieg 1984
- Methyloparacoccus Hoefman et al. 2014
- Methyloprofundus Tavormina et al. 2015
- Methylosarcina Wise et al. 2001
- Methylosoma Rahalkar et al. 2007
- Methylosphaera Bowman et al. 1998
- Methyloterricola Frindte et al. 2017
- Methylovulum Iguchi et al. 2011

### Taxons publiés de manière non valide
- "Candidatus Methanofishera" Russell et al. 2020
- "Methylolobus" Rahalkar et al. 2020
- "Candidatus Methylospira" Danilova et al. 2016
- "Methylotetracoccus" Ghashghavi et al. 2019
- "Methylovarius" Romanovskaya 1984